# Tetraroge
Tetraroge is een geslacht van straalvinnige vissen uit de familie van de napoleonvissen (Tetrarogidae).

## Soorten
- Tetraroge barbata (Cuvier, 1829)
- Tetraroge niger (Cuvier, 1829)